# Cantó de Saint-Pierre-des-Corps
El cantó de Saint-Pierre-des-Corps és un cantó francès del departament de l'Indre i Loira, situat al districte de Tours. Inclou el municipi de Saint-Pierre-des-Corps.

## Municipis
- Saint-Pierre-des-Corps

## Història
| Data d'elecció                           | Identitat             | Partit | Qualitat |
| ---------------------------------------- | --------------------- | ------ | -------- |
| 1973-1984                                | Marcel Longuet        | PCF    |          |
| 1982-2001                                | Marie-France Beaufils | PCF    |          |
| 2001-                                    | Martine Belnoue       | PCF    |          |
| les dades anteriors no són pas conegudes |                       |        |          |
|                                          |                       |        |          |